# Gran Premio de España de Motociclismo de 1986
El Gran Premio de España de Motociclismo de 1986 fue la primera prueba de la temporada 1986 del Campeonato Mundial de Motociclismo. El Gran Premio se disputó el 4 de mayo de 1986 en el Circuito del Jarama.

## Resultados 500cc
El estadounidense y vigente campeón Freddie Spencer dominó la carrera de 500cc pero se tuvo que retirar por problemas físicos en el brazo. La vixctoria fue finalmente para el australiano Wayne Gardner, que se convierte en el primer líder de la general esta temporada.
| Pos.     | Piloto              | Equipo           | Tiempo     | Pts. |
| -------- | ------------------- | ---------------- | ---------- | ---- |
| 1        | Wayne Gardner       | Honda            | 56:01.870  | 15   |
| 2        | Eddie Lawson        | Yamaha           | +2.070     | 12   |
| 3        | Mike Baldwin        | Yamaha           | +17.170    | 10   |
| 4        | Randy Mamola        | Yamaha           | +28.160    | 8    |
| 5        | Christian Sarron    | Yamaha           | +29.970    | 6    |
| 6        | Raymond Roche       | Honda            | +30.060    | 5    |
| 7        | Robert McElnea      | Yamaha           | +30.470    | 4    |
| 8        | Juan Garriga        | Cagiva           | +1:13.990  | 3    |
| 9        | Fabio Biliotti      | Honda            | +1:14.170  | 2    |
| 10       | Ron Haslam          | ELF-Honda        | +1 Vuelta  | 1    |
| 11       | Paul Lewis          | Heron-Suzuki     | +1 Vuelta  |      |
| 12       | Dave Petersen       | Suzuki           | +1 Vuelta  |      |
| 13       | Henk van der Mark   | Honda            | +1 Vuelta  |      |
| 14       | Pierfrancesco Chili | Suzuki           | +1 Vuelta  |      |
| 15       | Boet van Dulmen     | Bakker-Honda     | +1 Vuelta  |      |
| 16       | Peter Sköld         | Honda            | +1 Vuelta  |      |
| 17       | Simon Buckmaster    | Honda            | +1 Vuelta  |      |
| 18       | Manfred Fischer     | Honda            | +1 Vuelta  |      |
| 19       | Marco Gentile       | Honda            | +1 Vuelta  |      |
| 20       | Andreas Leuthe      | Honda            | +2 Vueltas |      |
| 21       | Dietmar Mayer       | Honda            | +3 Vueltas |      |
| Ret      | Leandro Becheroni   | Suzuki           | Ret        |      |
| Ret      | Freddie Spencer     | Honda            | Ret        |      |
| Ret      | Didier de Radiguès  | Chevallier-Honda | Ret        |      |
| Ret      | Peter Linden        | Honda            | Ret        |      |
| Ret      | Gustav Reiner       | Honda            | Ret        |      |
| DNS      | Wolfgang von Muralt | Suzuki           | DNS        |      |
| DNQ      | José Parra          | Honda            | DNQ        |      |
| DNQ      | Vincenzo Cascino    | Suzuki           | DNQ        |      |
| DNQ      | Carlos Morante      | Honda            | DNQ        |      |
| DNQ      | Stelio Marmaras     | Suzuki           | DNQ        |      |
| Sources: |                     |                  |            |      |

## Resultados 250cc
Interesante duelo entre el venezolano Carlos Lavado y el alemán Anton Mang, que acabó con la victoria del venezolano. El español Sito Pons cerró el podio.
| Pos. | Piloto                       | Moto              | Tiempo    | Pts. |
| ---- | ---------------------------- | ----------------- | --------- | ---- |
| 1    | Carlos Lavado                | Yamaha            | 47:50.430 | 15   |
| 2    | Anton Mang                   | Honda             | +2.180    | 12   |
| 3    | Sito Pons                    | Honda             | +2.370    | 10   |
| 4    | Martin Wimmer                | Yamaha            | +2.520    | 8    |
| 5    | Jacques Cornu                | Honda             | +32.000   | 6    |
| 6    | Pierre Bolle                 | Parisienne        | +37.310   | 5    |
| 7    | Donnie McLeod                | Armstrong         | +40.910   | 4    |
| 8    | Jean-François Baldé          | Honda             | +46.360   | 3    |
| 9    | Fausto Ricci                 | Honda             | +48.860   | 2    |
| 10   | Alan Carter                  | Cobas-Rotax       | +51.550   | 1    |
| 11   | Maurizio Vitali              | Garelli           | +1:01.890 |      |
| 12   | Jean Foray                   | Chevallier-Yamaha | +1:02.040 |      |
| 13   | Reinhold Roth                | Honda             | +1:02.250 |      |
| 14   | Manfred Herweh               | Aprilia           | +1:08.340 |      |
| 15   | Stefano Caracchi             | Aprilia           | +1:08.420 |      |
| 16   | Dominique Sarron             | Honda             | +1:08.500 |      |
| 17   | Jean-Louis Guignabodet       | MIG-Rotax         | +1:32.460 |      |
| 18   | Antonio Boronat              | Cobas-Rotax       | +1 Vuelta |      |
| 19   | Roland Freymond              | Yamaha            | +1 Vuelta |      |
| 20   | Brent Jones                  | Yamaha            | +1 Vuelta |      |
| 21   | Antonio Garcia               | JJ Cobas          | +1 Vuelta |      |
| Ret  | Gary Noel                    | EMC               | Ret       |      |
| Ret  | Urs Luzi                     | Yamaha            | Ret       |      |
| Ret  | Fernando González de Nicolás | MBA               | Ret       |      |
| Ret  | Jean-Michel Mattioli         | Yamaha            | Ret       |      |
| Ret  | Harald Eckl                  | Honda             | Ret       |      |
| Ret  | Loris Reggiani               | Aprilia           | Ret       |      |
| Ret  | René Delaby                  | Rotax             | Ret       |      |
| Ret  | Ian Newton                   | Armstrong         | Ret       |      |
| Ret  | Carlos Cardús                | Honda             | Ret       |      |
| DNS  | Jean-Louis Tournadre         | Yamaha            | Ret       |      |
| DNS  | Tadahiko Taira               | Yamaha            | DNS       |      |
| DNS  | Stéphane Mertens             | Yamaha            | DNS       |      |
| DNS  | Juan Echaide                 | JJ Cobas          | DNS       |      |
| DNS  | Bruno Bonhuil                | Honda             | DNS       |      |
| DNS  | Eduardo Cots                 | Yamaha            | DNS       |      |
| DNQ  | Sergio Pellandini            | Honda             | DNQ       |      |
| DNQ  | Marcelino García             | MBA               | DNQ       |      |
| DNQ  | Andrea Brasini               | Garelli           | DNQ       |      |
| DNQ  | Rubén del Río                | Arbizu            | DNQ       |      |
| DNQ  | Johnny Simonsson             | Honda             | DNQ       |      |
| DNQ  | Jean-Luc Guillemet           | Yamaha            | DNQ       |      |

## Resultados 125cc
Podio completemente italiano en la primera prueba de 125 cc con Fausto Gresini en lo alto del cajón seguido por Domenico Brigaglia y Ezio Gianola de la escudería MBA.
| Pos. | Piloto                       | Moto        | Tiempo     | Pts. |
| ---- | ---------------------------- | ----------- | ---------- | ---- |
| 1    | Fausto Gresini               | Garelli     | 45:30.630  | 15   |
| 2    | Domenico Brigaglia           | Ducados-MBA | +4.750     | 12   |
| 3    | Ezio Gianola                 | MBA         | +22.530    | 10   |
| 4    | Luca Cadalora                | Garelli     | +29.990    | 8    |
| 5    | Johnny Wickström             | Tunturi     | +1:21.250  | 6    |
| 6    | Willy Pérez                  | Zanella     | +1:32.770  | 5    |
| 7    | Pier Paolo Bianchi           | MBA         | +1:38.820  | 4    |
| 8    | Andrés Sánchez               | MBA         | +2:48.240  | 3    |
| 9    | Jussi Hautaniemi             | MBA         | +1 Vuelta  | 2    |
| 10   | Håkan Olsson                 | MBA         | +1 Vuelta  | 1    |
| 11   | Patrick Daudier              | PMDF        | +1 Vuelta  |      |
| 12   | Fernando González de Nicolás | MBA         | +1 Vuelta  |      |
| 13   | Daniel Mateos                | MBA         | +1 Vuelta  |      |
| 14   | Jacques Hutteau              | MBA         | +2 Vueltas |      |
| 15   | Alfred Waibel                | MBA         | +2 Vueltas |      |
| 16   | Steve Mason                  | MBA         | +2 Vueltas |      |
| 17   | Antonio Oliveros             | MBA         | +2 Vueltas |      |
| 18   | Iván Troisi                  | MBA         | +2 Vueltas |      |
| 19   | Eric Gijsel                  | MBA         | +2 Vueltas |      |
| 20   | Peter Baláž                  | MBA         | +2 Vueltas |      |
| Ret  | Thierry Feuz                 | MBA         | Ret        |      |
| Ret  | August Auinger               | MBA         | Ret        |      |
| Ret  | Bruno Kneubühler             | MBA         | Ret        |      |
| Ret  | Willy Hupperich              | MBA         | Ret        |      |
| Ret  | Jean-Claude Selini           | MBA         | Ret        |      |
| Ret  | Olivier Liègeois             | Assmex      | Ret        |      |
| Ret  | Michel Escudier              | MBA         | Ret        |      |
| Ret  | Giuseppe Ascareggi           | MBA         | Ret        |      |
| Ret  | Esa Kytölä                   | MBA         | Ret        |      |
| Ret  | Bady Hassaine                | MBA         | Ret        |      |
| Ret  | Paolo Casoli                 | MBA         | Ret        |      |
| Ret  | Ángel Nieto                  | MBA         | Ret        |      |
| Ret  | Lucio Pietroniro             | MBA         | Ret        |      |
| Ret  | Manuel Hernández             | MBA         | Ret        |      |
| Ret  | Éric Saul                    | LGN         | Ret        |      |
| Ret  | Robin Appleyard              | MBA         | Ret        |      |
| DNQ  | David Simpson                | MBA         | DNQ        |      |
| DNQ  | Pablo Gamberini              | MBA         | DNQ        |      |
| DNQ  | Manfred Braun                | MBA         | DNQ        |      |

## Resultados 80cc
En la categoría menor cilindrada, tres pilotos españoles y de Derbi coparon el podio. Jorge Martínez Aspar se llevaba la primera victoria de la temporada, Ángel Nieto y Manuel Herreros cerraron el cajón.
| Pos. | Piloto                | Moto         | Tiempo     | Pts. |
| ---- | --------------------- | ------------ | ---------- | ---- |
| 1    | Jorge Martínez Aspar  | Derbi        | 37:01.750  | 15   |
| 2    | Ángel Nieto           | Derbi        | +7.700     | 12   |
| 3    | Manuel Herreros       | Derbi        | +8.600     | 10   |
| 4    | Pier Paolo Bianchi    | Seel         | +39.370    | 8    |
| 5    | Ian McConnachie       | Krauser      | +42.170    | 6    |
| 6    | Juan Ramón Bolart     | Autisa       | +1:20.440  | 5    |
| 7    | Gerhard Waibel        | Real-Krauser | +1:20.620  | 4    |
| 8    | Hubert Abold          | Seel         | +1 Vuelta  | 3    |
| 9    | Stefan Dörflinger     | Krauser      | +1 Vuelta  | 2    |
| 10   | Domingo Gil Blanco    | Autisa       | +1 Vuelta  | 1    |
| 11   | Reiner Scheidhauer    | Seel         | +1 Vuelta  |      |
| 12   | Steve Mason           | MBA          | +1 Vuelta  |      |
| 13   | Theo Timmer           | HuVo-Casal   | +1 Vuelta  |      |
| 14   | Massimo Fargeri       | MBA          | +2 Vueltas |      |
| 15   | Jos van Dongen        | Krauser      | +2 Vueltas |      |
| 16   | Bertus Grinwis        | Krauser      | +2 Vueltas |      |
| 17   | Chris Baert           | Seel         | +2 Vueltas |      |
| 18   | Hans Spaan            | HuVo-Casal   | +2 Vueltas |      |
| 19   | Paolo Priori          | Lusuardi     | +2 Vueltas |      |
| 20   | Juan Esteve           | Autisa       | +2 Vueltas |      |
| 21   | Ricardo Blanco        | Krauser      | +3 Vueltas |      |
| 22   | Ramiro Blanco         | Krauser      | +3 Vueltas |      |
| Ret  | Rainer Kunz           | Ziegler      | Ret        |      |
| Ret  | Javier Arumi          | Autisa       | Ret        |      |
| Ret  | Julián Miralles       | Casal        | Ret        |      |
| Ret  | Gérard Fissette       | Casal        | Ret        |      |
| Ret  | Alex Barros           | Autisa       | Ret        |      |
| Ret  | Luis Miguel Reyes     | Autisa       | Ret        |      |
| Ret  | Henk van Kessel       | Krauser      | Ret        |      |
| Ret  | Felix Rodríguez       | Autisa       | Ret        |      |
| Ret  | Serge Julin           | Casal        | Ret        |      |
| Ret  | Joaquin Gali          | Krauser      | Ret        |      |
| Ret  | Gerd Kafka            | Krauser      | Ret        |      |
| Ret  | Salvatore Milano      | Krauser      | Ret        |      |
| DNS  | Herri Torrontegui     | Autisa       | DNS        |      |
| DNQ  | Lorenzo Navarro       | Yamaha       | DNQ        |      |
| DNQ  | Jean-François Verdier | Derbi        | DNQ        |      |